# Tiêu thụ bền vững
Tiêu thụ bền vững chia sẻ một số tính năng chung với và gắn liền với các điều khoản sản xuất bền vững và phát triển bền vững. Tiêu thụ bền vững là một phần của phát triển bền vững là điều kiện tiên quyết trong cuộc đấu tranh toàn cầu chống lại những thách thức như thay đổi khí hậu, nạn đói hoặc ô nhiễm môi trường.
Phát triển bền vững cũng như tiêu dùng bền vững dựa vào một số tiền đề nhất định như:
- Sử dụng khôn ngoan các nguồn lực, và giảm thiểu chất thải và ô nhiễm;
- Sử dụng nguồn tài nguyên tái tạo trong khả năng tái tạo;
- Các vòng đời sản phẩm Fuller; và
- Sự công bằng giữa các thế hệ và trong một thế hệ